# Begonia falcifolia
Espèce
Begonia falcifolia est une espèce de plantes de la famille des Begoniaceae. Ce bégonia est originaire du Pérou. L'espèce fait partie de la section Pritzelia. Elle a été décrite en 1868 par Joseph Dalton Hooker (1817-1911). L'épithète spécifique signifie « à feuille en forme de faucille ».

## Répartition géographique
Cette espèce est originaire du pays suivant : Pérou.